# F2i
F2i, acronimo di Fondi Italiani per le Infrastrutture, è una società di gestione del risparmio italiana (F2i SGR S.p.A.).
È il maggiore gestore indipendente italiano di fondi infrastrutturali, con asset in gestione per 8,3 miliardi di euro.

## Storia
Il 23 gennaio 2007 viene costituita F2i SGR: Fondo Italiano per le Infrastrutture.
Nel maggio 2008 conclude la sua prima acquisizione, entrando con il 15,7% in Alerion Clean Power S.p.A. (la quota verrà poi ceduta nel dicembre 2017).
Successivamente assume partecipazioni in Enel Stoccaggi (la quota, del 49%, verrà ceduta a febbraio 2012) e Infracis (26%).
A febbraio 2009 chiude la raccolta del Primo Fondo, che arriva ad avere una dote di 1,85 miliardi di euro e diventa azionista di HFV (49,8%), Interporto Rivalta Scrivia (22,7%) ed Enel Rete Gas (80%), tramite F2i Reti Italia S.r.l., per un totale complessivo di 550 milioni di euro di partecipazioni.
Nel luglio 2010, attraverso F2i Rete Idrica Italiana S.p.A., assume il 24% di San Giacomo S.r.l., azionista al 100% di IREN Acqua (all’epoca Mediterranea delle Acque), per la creazione di un polo che investirà nelle reti idriche sfruttando la liberalizzazione del settore: le restanti quote sono detenute da Iren. La partecipazione è successivamente salita al 40%.
Ad ottobre 2010 F2i acquista per 150 milioni di euro il 65% di GESAC, società di gestione dell'Aeroporto di Napoli-Capodichino ed il 54% di Software Design, società specializzata in software per aeroporti. Nell’ottobre 2017 F2i incrementerà la sua quota in GESAC, portandola all’87%.
A dicembre 2010, F2i insieme a Finavias S.r.l. (gruppo AXA) acquista per 255 milioni di euro il 100% del capitale di E.ON Rete, società del gruppo E.ON che opera nella distribuzione di gas naturale in Italia con circa 600.000 clienti in 300 comuni e 9.100 chilometri di rete. Con questa operazione F2i avrà 50.000 chilometri di rete gestita, oltre 2,7 milioni di clienti e una quota di mercato del 15,8%.
A maggio 2011 il consorzio formato da F2i (87,5%) e Intesa Sanpaolo (12,5%) ha rilevato il 100% di Metroweb, società di telecomunicazioni che gestisce 330.000 chilometri di fibra ottica, coprendo un'area con oltre 2,7 milioni di abitanti, prevalentemente nel comune di Milano e parzialmente nel resto della regione Lombardia. Il valore dell'operazione è di 436 milioni di euro. La quota verrà ceduta a Enel Open Fiber nel 2016.
Il 6 giugno 2011, F2i in collaborazione con AXA, acquisisce per 772 milioni di euro il 100% di G6 Rete Gas (di proprietà di GDF Suez), attiva nel settore della distribuzione del gas metano, con 990.000 clienti e 4 miliardi di metri cubi di metano veicolato attraverso 13.000 chilometri di condutture. Con questa operazione F2i arriva a detenere il 18-20% del mercato italiano della distribuzione del gas. Nel 2014 gli asset confluiranno in una società di nuova denominazione, 2i Rete Gas, primo operatore indipendente a livello nazionale.
Il 29 dicembre 2011 completa l’acquisizione del 29,75% della SEA, società di gestione degli aeroporti di Milano Malpensa e Linate, e diventa indirettamente azionista della SACBO, società di gestione dell’Aeroporto di Bergamo Orio al Serio.
Alla fine del 2012 F2i acquisisce un’ulteriore quota del 14,52% di SEA e investe in SAGAT, società di gestione dell’Aeroporto di Torino Caselle.
Nel 2013 F2i entra a far parte, come azionista di minoranza, della Aeroporto di Bologna S.p.A., società di gestione aeroportuale dello scalo omonimo.
Il 21 ottobre 2014 Vito Gamberale ha rassegnato le proprie dimissioni da Amministratore Delegato in F2i. Nello stesso giorno, il CdA di F2i ha cooptato e successivamente nominato Renato Ravanelli Amministratore Delegato e Carlo Michelini, già Senior Partner e Chief Investment Officer, Direttore Generale di F2i.
Nell’ottobre 2015 F2i sigla un accordo per la creazione di una joint venture nel settore del fotovoltaico con Enel Green Power, EF Solare, che nel novembre 2016 diviene leader nazionale nel settore del fotovoltaico.
A marzo 2016 F2i annuncia un accordo per l’acquisizione di una quota del 37,3% di KOS, società italiana che si occupa della gestione di strutture sanitarie e che segna l’ingresso del fondo nel settore delle infrastrutture sociali.
Nel dicembre del 2016 F2i completa l’acquisizione del 72,5% SO.GE.A.AL., società di gestione dell’Aeroporto di Alghero-Fertilia.
Nel 2017 F2i investe nuovamente nelle TLC quando, in consorzio con il fondo Marguerite, acquisisce dapprima Infracom e, successivamente, Mc-Link e KPNQWEST Italia, puntando alla creazione di un polo per la banda ultralarga dedicata alle imprese.
Nel novembre 2017 Massimiliano Cesare succede a Leone Pattofatto alla Presidenza.
Alla fine del 2017 F2i fa il suo ingresso nel settore della produzione di energia elettrica da biomasse vegetali, acquisendo l’intero capitale di San Marco Bioenergie.
Nel 2018 diviene uno dei principali operatori fotovoltaico del settore a livello europeo e leader in Italia, con l’acquisizione dell’intero portafoglio impianti detenuto dal Gruppo Enel.
Nello stesso anno, le acquisizioni nel settore delle TLC confluiscono in una società di nuova creazione, Irideos, che alla fine dello stesso acquisisce ed integra gli asset di Clouditalia. Irideos sarà ceduta al fondo Asterion a dicembre 2022.
Nel luglio del 2018 acquisisce RTR, leader europeo nel settore delle energie rinnovabili da fotovoltaico, e porta a termine la più grande operazione di M&A nell’energia solare in Europa.
Nell’ottobre 2018, F2i fa il suo ingresso nel settore delle torri di trasmissione del segnale televisivo, lanciando con successo un’OPA su EI Towers attraverso 2i Towers (60% F2i, 40% Mediaset).
Nel novembre 2018, attraverso Farmacie Italiane, società controllata al 61,2% dal Terzo Fondo F2i, acquisisce il controllo del Gruppo Farmacrimi.
A dicembre 2018 acquisisce il pieno controllo di EF Solare.
A giugno 2019 acquisisce, assieme ad EI Towers, Persidera, leader italiano nelle reti di trasmissione del segnale televisivo digitale terrestre.
Nel luglio 2019, attraverso 2i Aeroporti (società controllata al 51% da F2i, che detiene uno dei maggiori network aeroportuali italiani), acquisisce il 55% di Trieste Airport – Aeroporto Friuli Venezia Giulia, società di gestione dell’Aeroporto Ronchi dei Legionari di Trieste.
Nell’agosto 2019 dà vita a F2i Holding Portuale, polo destinato a raggruppare le società controllate nel settore portuale.
All’inizio di novembre 2019 cede le proprie quote in Software Design e SIA.
Nel dicembre 2019, attraverso la controllata EF Solare, F2i acquisisce l’operatore solare spagnolo Renovalia Energy Group - proprietario di impianti solari per una potenza complessiva di circa 1.000 MW - e diventa leader europeo nel settore.
Ad aprile 2020 acquisisce, attraverso il nuovo fondo Ania F2i, costituito da F2i con l’Associazione Nazionale fra le Imprese Assicuratrici, il 92,5% di Compagnia Ferroviaria Italiana, principale operatore indipendente italiano nel settore del trasporto merci ferroviario. L’operazione segna l’ingresso di F2i in questo nuovo settore.
Nell’ottobre del 2020 F2i SGR, affiancata da Asterion Industrial Partners, perfeziona l’acquisizione di Sorgenia dando vita a un operatore integrato nelle tecnologie per la transizione energetica, con una capacità installata di circa 4.800 Megawatt.
Il 23 ottobre 2020, F2i ha raggiunto un accordo per l’acquisizione, attraverso F2i Aeroporti 2, di una quota dell’80% di Geasar S.p.A., società di gestione dell’Aeroporto di Olbia Costa Smeralda, da Alisarda S.p.A..
Il 28 dicembre 2020 ha annunciato di aver siglato un accordo per l’acquisizione del Gruppo MarterNeri, gestore di terminali portuali a Livorno e Monfalcone, che si integreranno alle attività svolte da F2i Holding Portuale a Carrara, Marghera e Chioggia, dando vita al primo operatore portuale italiano nel settore delle rinfuse, con oltre 7 milioni di merci movimentate annualmente e 7 terminal in gestione.
All’inizio del 2021 F2i ha siglato un accordo per la cessione a Crédit Agricole Assurances di una quota del 30% di EF Solare Italia, mantenendo il restante 70%.
Ha inoltre siglato un accordo con Edison per la cessione della propria quota (70%) in E2i Energie Speciali.
Nel febbraio 2021 F2i ha completato l’acquisizione dell’80% di Geasar S.p.A., società di gestione dell’aeroporto Olbia Costa Smeralda, da parte di F2i Ligantia, dando vita così – con Alghero – al Polo Aeroportuale del Nord della Sardegna.
A maggio 2021 il Fondo annuncia l’avvio del Fondo per le Infrastrutture Sostenibili (Quinto Fondo), che segna l’ingresso di F2i in nuove aree di attenzione nella strategia di investimento con focus su: transizione energetica, economia circolare, digitalizzazione e infrastrutture socio sanitarie. Con questa operazione, F2i supera i 6 miliardi di euro di masse gestite.
F2i Holding Portuale nel luglio 2021 acquisisce CPM, terminalista del porto di Monfalcone. L’operazione di acquisizione, che verrà realizzata da FHP, controllata dal Terzo Fondo F2i (42%) e dal Fondo F2i-ANIA (58%), consolida la sua leadership nel comparto portuale delle merci rinfuse.
Ad agosto 2021, F2i – attraverso il proprio Fondo per le Infrastrutture Sostenibili – ha acquisito il 70% ReLIfe, il maggiore operatore privato attivo nel riutilizzo e nella valorizzazione energetica degli imballaggi di carta e plastica.
Nello stesso mese, il Gruppo ha annunciato l’acquisizione di Ital Gas Storage, operante nel comparto dello stoccaggio di gas naturale, con un’iniziale partecipazione del 51%, arricchendo il proprio portafoglio di un’ulteriore infrastruttura strategica per la transizione energetica.
A marzo 2022, F2i ha annunciato di aver partecipato – tramite 2i Aeroporti – all’aumento di capitale di Skyports, uno dei principali operatori globali nella progettazione e gestione di Vertiporti e nei servizi di consegna e ispezione con droni.
Nel maggio 2022, F2i ha raggiunto un accordo per acquisire Althea Group S.p.A., operatore privato italiano leader nella gestione integrata di infrastrutture biomedicali. L’acquisizione di Althea è il terzo investimento effettuato in pochi mesi da F2i per conto del Fondo per le Infrastrutture Sostenibili.
Ad agosto 2022 F2i ha superato i 7 miliardi di euro di raccolta grazie al lancio del suo primo fondo di Debito Infrastrutturale con un ammontare target di 500 milioni di euro.
Nello stesso mese sigla un accordo per acquisire dal Gruppo Villar Mir impianti eolici in esercizio e progetti eolici in avanzata fase di sviluppo localizzati nel Nord della Spagna.
A ottobre 2022 viene presentato il terzo Rapporto di Sostenibilità Integrato che evidenzia i progressi compiuti in tema di prestazioni ambientali, economiche e sociali, non solo da F2i sgr, ma anche dalle società in portafoglio.
Il primo Fondo di Debito Infrastrutturale di F2i sgr ha avviato nel dicembre 2022 due attività di investimento in chiave sostenibile.
A marzo 2023 nasce Nord Sardegna Aeroporti, unica società di gestione per i due aeroporti del Nord Sardegna volta a riunire le società di gestione dell’Aeroporto di Olbia Costa Smeralda (GEASAR S.p.A.) e dell’Aeroporto di Alghero Fertilia Riviera del Corallo (SOGEAAL S.p.A.).
A luglio 2023, IDF1 ha superato la soglia dei 200 milioni di euro di investimenti grazie alla sottoscrizione di tre nuove operazioni di finanziamento in settori strategici, sempre improntati alla sostenibilità.
Nel mese successivo, agosto 2023, IDF1 ha effettuato un'ulteriore operazione di finanziamento nello stesso settore strategico per sostenere gli interventi sull’economia circolare e di miglioramento della rete idrica di Veritas S.p.A.
A novembre 2023, F2i ha annunciato la chiusura di 3 nuove operazioni in Europa da parte di IDF1, raggiungendo così oltre 310 milioni di euro di capitale investito in 12 mesi, pari al 75% dei fondi raccolti. Gli interventi sono stati focalizzati su infrastrutture digitali e mobilità sostenibile, finanziando operatori attivi in Europa nei settori delle torri per telecomunicazioni, dei data center e nel leasing di locomotive ferroviarie a trazione elettrica.
Nel mese di dicembre 2023, F2i ha chiuso la raccolta del Fondo per le Infrastrutture Sostenibili (Fondo V), con una dotazione di 1,563 miliardi, superando l'obiettivo iniziale di 1,5 miliardi di euro. La raccolta complessiva dei cinque fondi gestiti da F2i raggiunge così i 7,4 miliardi di euro.
Al fine di dare sostegno ai centri antiviolenza e alle organizzazioni che in Italia si occupano di prevenire e contrastare la violenza di genere e contro i minori, a gennaio 2024 F2i ha donato 500 mila euro alla Fondazione Una Nessuna Centomila.
A gennaio 2024 F2i raggiunge l’obiettivo di raccolta di F2i-Rete Digitale: investirà 1 miliardo di euro in NetCo, la rete fissa di Tim a fianco di KKR e Mef. Nell'agosto dello stesso anno completa la raccolta del Fondo di Debito Infrastrutturale IDF1 raggiungendo l’obiettivo di 500 milioni di euro.  Inoltre in ottobre è stato firmato il contratto che prevede la cessione da parte di F2i Sgr e di Finavias di 2i Rete Gas a Italgas.  

## Settori di investimento
- Energie per la transizione
- Reti di distribuzione
- Reti di telecomunicazioni
- Trasporti e Logistica
- Infrastrutture socio-sanitarie
- Economia Circolare

## Azionisti
I sottoscrittori dei fondi di F2i sono primari investitori istituzionali, italiani ed esteri: casse di previdenza e fondi pensione, assicurazioni, asset manager, fondazioni bancarie, fondi sovrani, banche e istituzioni pubbliche.
- Casse di previdenza: 26%
  - Inarcassa
  - CIPAG
- Fondazioni bancarie: 25%
  - Compagnia di San Paolo
  - Ente CR Firenze
  - Fondazione di Sardegna
  - Fondazione Cariplo
  - Fondazione Cassa di Risparmio di Torino
  - Fondazione Cassa di Risparmio di Lucca
  - Fondazione Cassa di Risparmio di Padova e Rovigo
  - Fondazione Cassa dei Risparmi di Forlì
  - Fondazione Cassa di Risparmio di Cuneo
- Banche: 20%
  - Intesa Sanpaolo
  - UniCredit
- Fondi sovrani e Asset Manager: 15%
  - China Investment Corporation
  - National Pension Service
  - Ardian
- Istituzioni pubbliche: 14%
  - Cdp

## Partecipazioni

### Primo Fondo F2i
Alla data del 13 dicembre 2017, il Primo Fondo F2i è stato oggetto di fusione per incorporazione nel Terzo Fondo F2i, che ne ha così ereditato le partecipazioni azionarie in società operanti in quattro differenti piattaforme infrastrutturali (distribuzione gas, gestione aeroportuale, generazione elettrica da fonte solare, ciclo idrico integrato), leader di mercato nei settori di appartenenza e che si caratterizzano per le ancora importanti opportunità di sviluppo e crescita.

### Secondo Fondo F2i
La dotazione di 1,85 miliardi di F2i è stata quasi tutta investita nell'assunzione di partecipazioni, pertanto, nell'ottobre del 2012, viene lanciato il secondo fondo d'investimento, F2i II, con una dotazione iniziale di 575 milioni di euro, con il programma di salire a 1,2 miliardi nei successivi 24 mesi. Nel luglio 2015, al closing del Secondo Fondo F2i, la raccolta supera il target inizialmente fissato, arrivando alla cifra complessiva di 1,24 miliardi di euro.
- SEA
- KOS
- Sorgenia

### Terzo Fondo F2i
Nel 2017 viene lanciato il Terzo Fondo F2i, il cui primo closing registra una raccolta di circa 3,14 miliardi di euro.
A novembre 2018, al final closing, la raccolta è di circa 3,6 miliardi di euro, dopo l’innalzamento del target massimo, inizialmente fissato a 3,3 miliardi di euro.
La nuova raccolta, proveniente in egual misura da investitori italiani ed esteri, ha visto la partecipazione di primari investitori esteri, tra cui fondi previdenziali, fondi sovrani, fondazioni di origine bancaria, compagnie di assicurazione e gestori patrimoniali.
- IREN Acqua
- Gestione Servizi Aeroporti Campani - Gesac S.p.A.
- SEA
- SAGAT
- Aeroporto di Bologna
- Aeroporto Friuli Venezia Giulia – Trieste Airport
- SOGEAAL
- Infracis
- F2i Holding Portuale
- Farmacie Italiane
- EF Solare Italia
- EI Towers
- Persidera
- GEASAR
- Ital Gas Storage

Fonte: f2isgr.it

### Fondo Ania F2i (Quarto Fondo)
A febbraio 2020 è stato annunciato il primo closing di un quarto fondo gestito da F2i. Il fondo Ania F2i ha come obiettivo contribuire al sostegno del Paese attraverso l’investimento in reti infrastrutturali e nel rispetto delle tematiche ambientali e di sviluppo dell’economia.
- CFI – Compagnia Ferroviaria Italiana[44][45]
- GEASAR
- F2i Holding portuale
- Ital Gas Storage
- SO.GE.A.AL

### Fondo per le Infrastrutture Sostenibili F2i - (Quinto Fondo)
A maggio 2021 è stato annunciato l’avvio del quinto fondo con obiettivo di 1,5 miliardi di euro, di cui circa 900 milioni erano già stati raccolti al primo closing. Il fondo ha come obiettivo quello di individuare aziende operanti nel comparto infrastrutturale che possano coniugare la crescita industriale con un continuo miglioramento dei parametri ambientali, sociali e di governance (ESG). Il management di queste società verrà selezionato e misurato sulla capacità di gestione integrata di tali obiettivi.
- ReLife
- Ital Gas Storage
- Althea

### Fondo di Debito Infrastrutturale - IDF1
Ad agosto 2022 F2i lancia il suo primo fondo di Debito Infrastrutturale con un ammontare target di 500 milioni di euro, superando i 7 miliardi di euro di raccolta.
Il Fondo ha l’obiettivo di mobilitare capitali di lungo termine offrendo agli investitori istituzionali (in particolare Casse di Previdenza, Assicurazioni, Fondi Pensione, Fondazioni bancarie) in Italia e nei Paesi UE un’opportunità di investimento nei settori infrastrutturali a forte impatto sulla crescita economica e sociale, attraverso un prodotto che offre un rendimento, particolarmente attrattivo nel mondo fixed income.

### Asset ceduti
Alcune delle acquisizioni di F2i sono state successivamente cedute. Nel dettaglio:
- Interporto Rivalta Scrivia (ceduta ad ottobre 2011)
- Enel Stoccaggi (ceduta a febbraio 2012)
- TRM (ceduta a gennaio 2016)
- Metroweb (ceduta a dicembre 2016)
- Alerion Clean Power (ceduta a dicembre 2017)
- Software Design (ceduta a novembre 2019)
- SIA (ceduta a novembre 2019)
- E2i Energie Speciali (ceduta a gennaio 2021)[56]

## Sostenibilità
- Il 7 marzo 2019, F2i aderisce ai Principi di investimento responsabile (PRI – Principles for Responsible Investments) promossi dall’ONU.[89].
- Nell’agosto 2020 viene presentato il primo Report aggregato di sostenibilità, dopo l’adesione di F2i, nel 2018, a una policy di ESG – Environmental Social Governance.[82][90]
- A maggio 2021 F2i ha completato il primo closing del Fondo per le infrastrutture sostenibili, con un approccio alla sostenibilità basato sull’individuazione di aziende operanti nel comparto infrastrutturale.[91][87]
- A ottobre 2022, viene presentato il terzo Rapporto di Sostenibilità Integrato.
- A febbraio 2023, F2i aderisce al Global Compact delle Nazioni Unite.[92]

## Riconoscimenti
- Nel febbraio 2019 riceve il premio PFI come “Deal of the Year” per l’acquisizione della società di energia solare RTR[31].